# Agalliana sticticollis
Agalliana sticticollis är en insektsart som beskrevs av Carl Stål 1859. Agalliana sticticollis ingår i släktet Agalliana och familjen dvärgstritar. Inga underarter finns listade i Catalogue of Life.